# Vrbica (Livno, BiH)
Vrbica je naseljeno mjesto u gradu Livnu, Federacija Bosne i Hercegovine, BiH. Nalazi se u Livanjskom polju, izravno gleda na najveći vrh Dinare - Troglav. 
Vrbica je u novije vrijeme postala poznata zahvaljujući Marku Ležeru, bivšem pripadniku mirovnih snaga u BiH, koji je služio u okolici Livna. Naime, poslije pogibije u Afganistanu, 17. travnja 2002, Vrbičani, u znak žaljenja, poslali su pismo sućuti Ležerovoj udovici u Kanadi. Dirnuta ovim gestom, Marlej Ležer, odlučila je da se na originalan način zahvali Vrbici i Vrbičanima. Zahvaljujući njenoj aktivnosti i želji, obnovljena je škola i crkva - najveća u okolini. Ostala je nada da se ni jedan objekt u Bosni i Hercegovini više ne sruši borbenim djelovanjima.[nedostaje izvor]

## Stanovništvo

### 1991.
Nacionalni sastav stanovništva 1991. godine, bio je sljedeći:
ukupno: 76
- Srbi - 75
- Jugoslaveni - 1

### 2013.
Nacionalni sastav stanovništva 2013. godine, bio je sljedeći:
ukupno: 13
- Srbi - 13

## Poznate osobe
- Branko Dokić

## Vanjske poveznice
- glosk.com: Vrbica  Arhivirana inačica izvorne stranice od 30. rujna 2007. (Wayback Machine)